# 沙尤埃 (旧市镇)
沙尤埃（法語：Chailloué，法語發音：[ʃajwe]）是法国奥恩省的一个旧市镇，属于阿朗松区。2016年，沙尤埃与市镇马尔穆耶和塞镇附近讷维尔合并为新的沙尤埃。

## 地理
沙尤埃（48°39'6"N, 0°11'51"E）面积11.61 平方千米，位于法国诺曼底大区奧恩省，该省份为法国西北部内陆省份，北起顺时针与卡爾瓦多斯省、厄尔省、厄尔-卢瓦省、萨尔特省、马耶讷省和芒什省接壤。
与沙尤埃接壤的市镇（或旧市镇、城区）包括：阿尔默内什堡、戈迪松、马塞、马尔穆耶、塞镇附近讷维尔、塞镇。

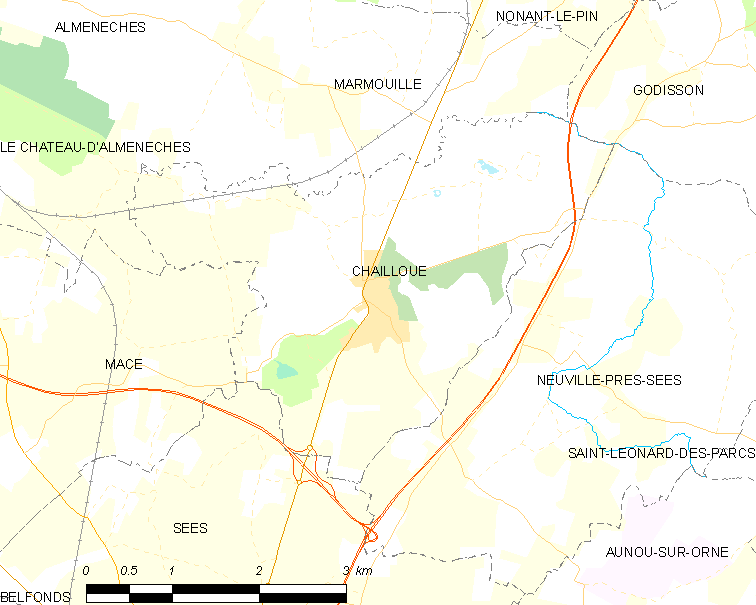
的OSM定位图

沙尤埃的时区为UTC+01:00、UTC+02:00（夏令时）。

## 行政
沙尤埃的邮政编码为61500、61240，INSEE市镇编码为61081。

## 政治
沙尤埃所属的省级选区为塞镇县。

## 人口

1962-2008年间人口变化图示

沙尤埃于2018年1月1日时的人口数量为616人。